# لطفی ماجر
لطفی ماجر (انگلیسی: Lotfi Madjer؛ زادهٔ ۲۲ مارس ۲۰۰۲) بازیکن فوتبال اهل قطر است.
از باشگاه‌هایی که در آن بازی کرده‌است می‌توان به باشگاه ورزشی الدحیل اشاره کرد.